# Ugep
Ugep (de asemenea Umor) este un oraș din Nigeria.